# Парк в пойме реки Городни
Парк в пойме реки Городни́ (парк «Пойма реки Городни») — парк на юге Москвы, в районах Братеево и Зябликово Южного административного округа.

## История
25 июля 2012 года мэр Москвы Сергей Собянин осмотрел парк в долине реки. Было выделено около 230 миллионов рублей на благоустройство территории парка и создания сопутствующей инфраструктуры: спортивных площадок, велосипедных дорожек, мест для отдыха.
В мае 2013 года часть парка вошла в состав Кузьминского лесопарка.

## Описание
Парк расположен в пойме реки Городни́, протекающей на юге Москвы и впадающей в Москву-реку. Ранее встречаются названия Парк в долине реки Городни и парк «Долина реки Городни».
Состоит из двух участков по течению реки: западного, расположенного в районах Братеево и Зябликово между Братеевским проездом и улицей Мусы Джалиля, и восточного, целиком расположенного в районе Братеево, ограниченного рекой, улицей Братеевская Слободка и Ключевой улицей. Обе части разделяются Бесединским шоссе. Восточная часть парка в пойме реки Городни соседствует с парком и заказником «Братеевская пойма».

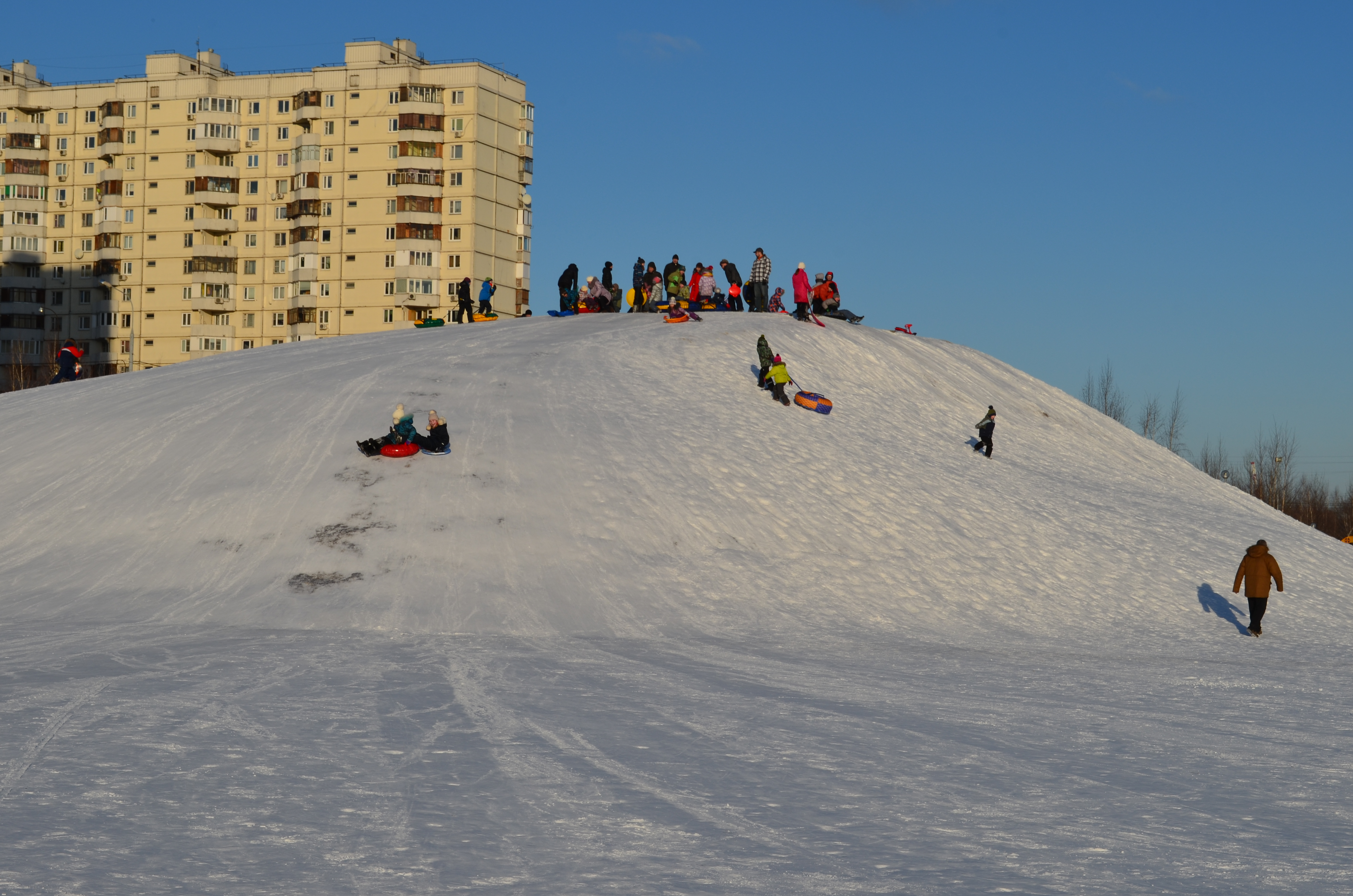

Благодаря проведённому благоустройству, в парке есть многочисленные дорожки и тропинки, велодорожки и площадки для занятий спортом. На территории парка имеются большое количество беседок, есть площадки для выгула собак, для молодёжи обустроен скейт-парк, для детей в обеих частях парка есть несколько игровых площадок. Спортивная составляющая парка представлена уличными тренажёрами, столами для игры в настольный теннис, волейбольной площадкой.
В восточной части парка недалеко от метро «Алма-Атинская» есть обзорный холм («Кошачий холм») высотой в несколько этажей дома, который активно используется в зимнее время года — местные жители катаются на санках, ватрушках и других средствах катания.